# 뤼티 ZH역
뤼티 ZH역(독일어: Rüti ZH)은 스위스 취리히주에 있는 뤼티 시정촌에 있는 기차역이다. 역은 빈터투어에서 발트를 통해 퇴스탈반과의 교차점 바로 남서쪽에 있는 발리젤렌에서 라퍼스빌까지의 노선에 있다. 취리히 S-반의 여객 열차가 운행된다.

## 역사
역은 1858년 발리젤렌-라퍼스빌 노선의 우스터-라퍼스빌 구간이 개통된 직후인 1859년에 문을 열었다. 이 노선은 원래 독립적인 회사로 추진되었고, 뤼티역이 개통될 당시에는 페라이니크테 슈바이처바넨(VSB) 철도회사가 소유하고 있었다.
1876년 발트행 노선이 개통되어 뤼티는 교차로가 되었다. 이 회선은 독립적으로 소유되었지만, VSB에서 운영했다. VSB는 1902년 스위스 연방 철도의 일부가 되었으며, 이 시점에서 이미 빈터투어에서 발트(Wald)까지 운행하던 퇴스탈반 (TTB)이 발트까지 운행하는 노선을 인수했다. 발트로 가는 노선과 TTB 자체는 모두 1918년에 SBB의 일부가 되었다.
발리젤렌에서 라퍼스빌까지의 노선은 1932년에, 발트에서 1944년까지 노선이 전철화되었다.

## 운행

### 서비스
이 역은 취리히와 라퍼스빌 사이를 운행 하는 취리히 S-반 라인 S5와 S15에 의해 제공된다. 그들 사이에서 그들은 하루 종일 시간당 4개의 기차를 제공하며, 취리히 중앙역에서 30분이 조금 넘는 여행 시간을 제공한다.
역은 또한 빈터투어에서 퇴스탈반을 지나는 S26 라인의 종점이기도 하며, 소요 시간은 50분이다.
역에는 취리히제와 오버란트 통운(VZO)의 여러 버스 노선도 있다.

### 레이아웃
역에는 세 개의 선로가 있으며, 세 개의 선로 모두에 플랫폼 면을 제공하는 측면 승강장과 섬 승강장이 있다. 우스터를 향한 북쪽 라인은 이중 트랙이고 라퍼스빌을 향한 남쪽 라인은 단일 트랙이다. 발트로 가는 노선은 단일 선로이며, 요나강을 가로지르는 육교의 반대편에 있는 역 바로 북쪽의 노선에서 분기된다.
주요 역 입구와 역 건물은 측면 플랫폼과 마찬가지로 역의 남쪽에 있다. 그들은 보행자 지하철로 섬 플랫폼과 역 북쪽의 보조 출입구와 연결되어 있다.

## 요바이드 찬라트반
뤼티역에서 발견할 수 있는 흥미로운 역사적 유물은 이전에 역 북서쪽에 Maschinenfabrik 뤼티의 요바이드 작품에 사용되었던 랙 장착 사이딩의 유적이다. 이 작업은 1842년에 설립된 철도보다 앞선 것으로 역보다 훨씬 낮은 수준에 있다.
요바이드 찬라트반 또는 요바이드 랙 철도로 알려진 이 노선은 10.2%(1/9.8)의 지배 기울기와 80m의 최소 반경으로 1877년에 개통되었다. 1955년에 새로운 콘크리트 고가교로 재건되었다. 이 노선을 운영하기 위해 건설된 기관차 중 몇 대가 여전히 존재하며, 로르샤흐 하이든 베르크반에서 2대(증기 1대, 디젤 1대)를 사용하고 있다.

## 갤러리
- 역 전면부
- 서쪽에서 본 역; 요바이드 찬라트반 고가교와 트랙 유적이 일부 남아 있다.
- 건너편에서 본 역사 건물